# 7554
7554: Glorious Memories Revived (em vietnamita: 7554: Sống lại những ký ức hào hùng) é um jogo eletrônico de tiro em primeira pessoa desenvolvido pela desenvolvedora de jogos vietnamita Emobi Games para Windows. Foi lançado para os mercados vietnamitas em 16 de dezembro de 2011.
O jogo se passa durante a Guerra Franco-Vietnamita de 1946 a 1954. O título é uma referência a 7 de maio de 1954, data da vitória do Việt Minh sobre a França na Batalha de Dien Bien Phu.

## Jogabilidade
O jogador assume o papel de um soldado do Việt Minh durante a Primeira Guerra da Indochina. Muitos recursos de jogabilidade vistos em jogos de tiro em primeira pessoa contemporâneos, como Call of Duty, foram replicados em 7554.
As armas usadas no jogo são baseadas em armas reais que Việt Minh usou durante a guerra. Alguns, incluindo o fuzil Arisaka, foram provenientes de arsenais japoneses capturados após a rendição japonesa após a Segunda Guerra Mundial.